# クンミング・ウルフドッグ
クンミング・ウルフドッグ（英：Kunming Wolfdog）とは、中国の雲南省昆明市原産の軍用・警察用・番用の犬種である。
クンミング・ドッグ（英：Kunming Dog）、もしくは昆明犬（こんめいいぬ）とも呼ばれている。

## 歴史
1950年代に身体能力が高く、賢い犬を目指して作出が始まった。1953年に中国政府が入手した10頭の狼（中国又は韓国の狼であるというのが通説だが、狼ではなくサーロス・ウルフホンドというウルフドッグ犬種であったとする見方もある）と、ガードドッグとして訓練された優秀な警察犬たちを20頭、そして10頭のジャーマン・シェパード・ドッグを用いて作出された。しかし、この狼とされる犬とガードドッグとして厳しい審査を合格した犬たちの犬種は全く公表されていない。その理由ははっきりしないのだが、中国政府はクンミング・ウルフドッグの作出データを国家機密として扱っている事は確かである。
クンミング・ウルフドッグは現在でも軍用犬、警察犬、番犬として使われているが、中にはペットとして飼われているものもいる。又、2008年に開催された北京オリンピックでは雲南省の警備にこの犬種が使われ、それによりはじめてクンミング・ウルフドッグが他国の人の目に触れる事になった。しかし、まだ新しい犬種のため中国国外での知名度はかなり低い。

## 特徴
外見はジャーマン・シェパード・ドッグに似るが、スムースコートで毛色はウルフ。それよりもマズルは長く、脚が長くて体高も高いために見分ける事が出来る。体高64-68 cm、体重30-38 kg。立ち耳・垂れ尾で、性格は知的で警戒心が強いが、ウルフドッグと呼ばれているにもかかわらず外交的で人馴れもよい。運動神経は抜群で、長時間の散歩を必要とする。

## 参考
英語版記事en:Kunming Wolf-dog （写真つき） 12:00, 19 December 2008版